# Alpensüdseite (Schweiz)

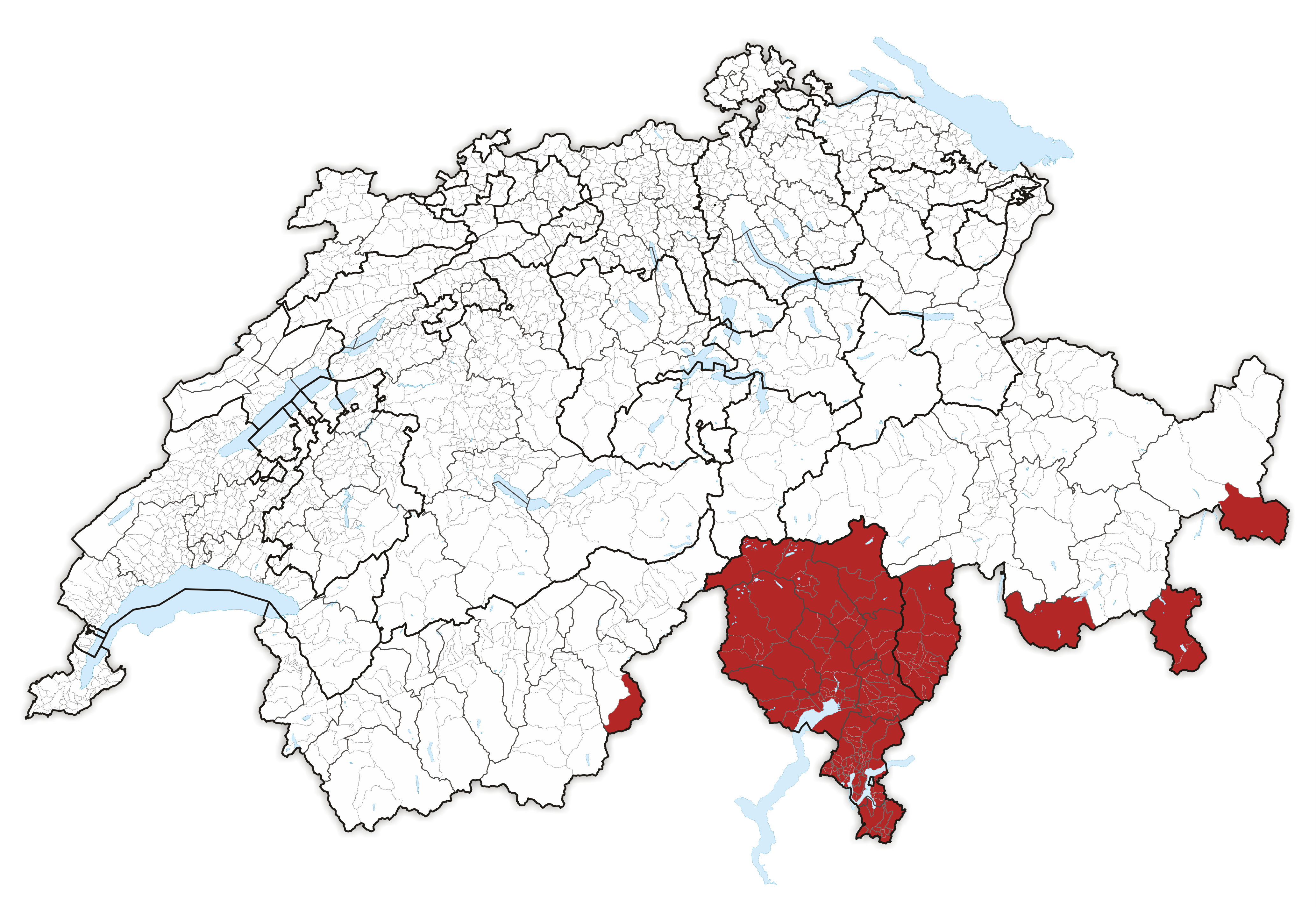
Alpensüdseite

Alpensüdseite oder Südschweiz ist in der Schweiz der Sammelbegriff für diejenigen Teile der Schweiz, die südlich des Alpenhauptkamms liegen, d. h. die Gebiete, die in Richtung Adria entwässert werden.
Die Alpensüdseite umfasst das Tessin (Sopra- und  Sottoceneri – kleine Teile des Kantons im Gotthardmassiv und beim Lukmanierpass liegen allerdings nördlich der Wasserscheide), die Bündner Südtäler Calancatal, Misox, Bergell, Puschlav und Münstertal sowie das Gebiet südlich des Simplonpasses im Wallis (Oberer Teil des Val Divedro).
Der Begriff Alpensüdseite wird vor allem in Wettervorhersagen verwendet, da sich die Wetterlage hier meist von derjenigen auf der Alpennordseite unterscheidet, wobei allerdings weder Süd- noch Nordseite einheitliche Bedingungen aufweisen.
Kulturell ist die Alpensüdseite keine Einheit. Sie ist zwar zu einem grossen Teil mit der italienischsprachigen Schweiz identisch, doch wird etwa im Val Müstair Rätoromanisch gesprochen oder im Simplongebiet Deutsch.